# Šupinovka kostrbatá
Šupinovka kostrbatá (Pholiota squarrosa) je jedlá dřevokazná houba z čeledi límcovkovitých.
Je významným škůdcem rostoucích dřevin, které napadne. Způsobuje křehnutí dřevní hmoty a následné rozlomení kmene. Je příčinou bílé hniloby dřeva. Parazituje především na listnatých dřevinách. Může ovšem růst i na jehličnanech a odumřelém dřevě.

## Vzhled

### Makroskopický
Klobouk dosahuje 50 – 180 milimetrů, zprvu polokulovitý, později rozložený s vzhůru zahnutými šupinami.
Lupeny mají žlutou a později až okrovou barvu.
Třeň je 50 – 180 milimetrů dlouhý a 10 – 15 milimetrů široký s mizivým prstencem.

### Mikroskopický
Výtrusy dosahují 6 – 8 × 3,5 – 4 μm, tvar je elipsoidní.

## Výskyt
Roste v trsech na pařezech a na bázi kmenů. Roste v trsech a v podobném prostředí jako také jedlá václavka a tak je s ní občas zaměňována.

## Záměna
- Václavka
- Šupinovka zlatozávojná

## Využití
V kuchyni nalézají uplatnění mladé klobouky především při nakládání do octa, na guláš a do směsí.